# Berlinerklæringen
Berlinerklæringen, dokument, som det tyske EU-formandskab har formuleret i anledning af 50-året for Rom-traktatens vedtagelse. Erklæringen blev underskrevet 25. marts 2007 af den tyske kansler Angela Merkel, Europaparlamentets formand Hans-Gert Pöttering og Europa-Kommissionens formand José Manuel Barroso. De tre skrev under på vegne af de 27 medlemslande. Juridisk er der tale om en uforpligtende hensigtserklæring.

## Indhold
Erklæringen, der er en symbolsk skitsering af den fremtidige politiske agenda for EU, består af fire afsnit. I erklæringen fastslås de fælles værdier i EU, ligesom det nævntes hvilke områder, der bør være i særligt fokus i de kommende 50 år.
Indledningvist nævnes foreningen af Europa som en historisk succes, mens der er i afsnittene er fokus på henholdsvis samspillet mellem EU og medlemslandene, de grænseoverskridende udfordringer som EU og medlemslandene står overfor: terrorisme, organiseret kriminalitet og illegal immigration, samt vigtigheden af at skabe et nyt fælles grundlag for EU inden næste valg til Europa-Parlamentet, der finder sted i 2009. Den noget vage formulering tolkes af flere som at man skal sigte mod en ny institutionel struktur som erstatning for den faldne forfatningstraktat.

## Kritik
Berlinerklæringen er blevet kritiseret for at mangle kant og fast engagement og for ikke at nævne de konkrete problemer, som EU befinder sig i efter forfatningstraktatens skibbrud. Pave Benedikt 16. har kritiseret erklæringen for ikke at nævne, at kristendommen bør være et væsentligt element i opbygning af en fælles europæisk identitet.
I Folketinget har Enhedslisten kritiseret erklæringen for at ville indføre forfatningstraktaten ad bagdøren, mens Det Radikale Venstre har kaldt teksten for slap.